# 鹿児島県民教育文化研究所
鹿児島県民教育文化研究所（かごしまけんみんきょういくぶんかけんきゅうじょ）は、鹿児島県鹿児島市春日町にある歴史的建造物。かつては藤武喜助の邸宅であったことから一般には「旧藤武邸」と呼ばれる。「鹿児島県民教育文化研究所」として2014年（平成26年）に国の登録有形文化財に登録された。

## 歴史
藤武喜助が1939年（昭和14年）に自邸として建築した。設計には京都の宮大工が携わったとされる。
1960年（昭和35年）に鹿児島県教育会館維持財団が教職員らの宿泊所として使用するために買い取って研究所として使っていた。
2014年（平成26年）4月25日に国の登録有形文化財となった。
鹿児島県教育会館維持財団では老朽化した県教育会館（鹿児島市山下町）の移転先を探していたが、条件に合う代替地が見つからなかったことから、旧藤武邸を解体して跡地に新たな会館を新築する方針だった。しかし、2022年（令和4年）9月に旧藤武邸の保存と活用を求める2000人以上の嘆願書が寄せられ解体は一旦延期となった。2023年5月時点で研究所と県教育会館の移転先候補が新たに2カ所見つかり、旧藤武邸の売却先も2023年4月末までに2法人が名乗りを上げており、同年6月の評議委員会までに結論が出される方向となった。
2023年（令和5年）9月1日、鹿児島市の平和リースが土地建物を購入し、交流施設として保存活用されることになった。

## 構造及び形式
木造平屋一部2階建ての瓦葺の建物である。玄関の寄木細工や書院造の表座敷などがある一方、商家で流行していたアールデコ様式の洋室を組み合わせた構成となっている。